# جبل العكباري (مناخة)

تعديل مصدري - تعديل

جبل العكباري هي إحدى قرى عزلة بني خطاب بمديرية مناخة التابعة لمحافظة صنعاء، بلغ تعداد سكانها 318 نسمة حسب تعداد اليمن لعام 2004.